# Melanodendron
Melanodendron es un género monotípico de plantas herbáceas, perteneciente a la familia Asteraceae. Su única especie Melanodendron integrifolium, es originaria de la Isla de Santa Elena.

## Descripción
Melanodendron integrifolium, es uno de los árboles endémicos en la familia Asteraceae  de la isla de Santa Elena (océano Atlántico Sur). Se relaciona con las especies de Commidendrum de la isla y es el más común de las restantes especies de árboles de col  de Santa Elena, aunque se considera en peligro de extinción debido al tamaño restringido de la población.

## Taxonomía
Melanodendron integrifolium fue descrita por Augustin Pyrame de Candolle y publicado en Prodromus Systematis Naturalis Regni Vegetabilis 5: 279. 1836.